# 御祓川 (石川県)
御祓川（みそぎがわ）は石川県を流れる河川。二級水系御祓川水系の本川である。石動山を水源とし、七尾市の市街地を北に流れ、七尾市府中町地先、昭和町地先で七尾湾に注ぐ。七尾市西藤橋町で御祓川放水路を分派する。流域面積約 23 km2、幹川流路延長約 7 km。
江戸時代には､｢御手洗川｣｢晦日川｣｢二股川｣と呼ばれていた事が記録に残る。東西に流れる川は、馬出川と小島川と呼ばれるが、御祓川とは呼ばれない。

## 参考資料
- 御祓川水系 河川整備計画 - 石川県

座標: 北緯37度02分58秒 東経136度58分04秒 / 北緯37.049583度 東経136.967901度